# Det bertillonske System
Det bertillonske System er en dansk stumfilm fra 1916, der er instrueret af Lau Lauritzen Sr. efter manuskript af Fritz Magnussen.

## Handling
Denne artikel mangler et handlingsreferat. Hjælp os med at skrive det.

## Medvirkende
- Christian Schrøder - Borgmester Bummelby
- Frederik Buch - Fuldmægtig Søren Willemoes Sørensen
- Helen Gammeltoft - Ester, borgmesterens datter
- Rasmus Christiansen - Journalist Billy Bruun
- Oscar Stribolt
- Carl Schenstrøm